# سلطان المنذری
سلطان المنذری (انگلیسی: Sultan Al-Mantheri؛ زادهٔ ۵ ژانویهٔ ۱۹۹۵) بازیکن فوتبال اهل امارات متحده عربی است.
وی همچنین در تیم‌های ملی فوتبال زیر ۲۳ سال امارات متحده عربی و امارات متحده عربی بازی کرده‌است.